# Mamlambo
Mamlambo là một quái vật ăn thịt người được được cho là tồn tại ở Nam Phi. Mamlambo tiếng bản địa còn gọi là nữ thần của dòng sông. Cho tới nay ngoài địa điểm này chưa có nơi nào xuất hiện dấu tích của nó. Theo lời kể thì loài vật này được mô tả như là một sinh vật giống như con rắn lớn. Vào năm 1997, tại một thôn nhỏ của Nam Phi bất ngờ xảy ra tai nạn khi người dân báo rằng có một con quái vật đột nhập vào nhà anh. Cùng lúc đó, trong thôn có 9 tử vong không rõ nguyên do 9 xác chết đã thực sự tìm thấy trong sông Mzintlava. Một số báo chí Nam Phi tường trình rằng họ đã nhìn thấy có một con quái vật theo dạng bò sát khổng lồ tại các con sông Mzintlava gần núi Ayliff ở Nam Phi. Dân làng của khu vực này cho rằng con quái vật dài đến 20 mét (67 feet) và có thân mình của một con ngựa, phần dưới cơ thể là hình một con cá có các chân ngắn và cổ của một con rắn, cơ thể nó tỏa sáng với một ánh sáng màu xanh lá cây vào ban đêm. Theo người dân địa phương thì Mamlabo có thói quen ăn khuôn mặt và hút lấy não của nạn nhân.